# Сероочистване
Сероочистването е технологичен процес, предназначен за отстраняване на серен диоксид (SO
2) от димни газове, обикновено образувани при изгаряне на въглища или нефтопродукти. Устройствата, с които се извършва, се наричат сероочистващи инсталации. Обикновено такива системи премахват над 90% от серния диоксид в димните газове.
Сероочистването се извършва, като се стимулира химическа реакция на серния диоксид с активно вещество, която образува течен или твърд продукт. Използват се различни варианти на процеса, които се различават по активното вещество (алкален сорбент, вода и други) и крайния продукт (гипс, сярна киселина и други). Някои технологии улавят освен серния диоксид и други замърсители като азотни оксиди и твърди частици.
Типичен сероочистващ процес е мократа сорбция с варовик (CaCO
3), при която се получава гипс (CaSO
4 · 2H2O). При него топлите димни газове се подават във висок съд и при издигането си в него се смесват с разпръсната водна суспензия на варовик. Серният диоксид реагира с варовика, при което се отделя калциев сулфит и вода:
CaCO
3(s) + SO
2(g) → CaSO
3(s) + CO
2(g)
Твърдият калциев сулфит пада в утаител, съдържащ суспензия на калциев сулфит и варовик във вода, който се използва и за рециркулация към разпръсквателите в горната част на обема. В утаителя се подава оксидиращ газ с високо съдържание на кислород (O
2), който предизвиква вторична реакция:
CaSO
3(aq) + 2 H
2O(l) + 12 O
2(g) → CaSO
4 · 2H2O(s)
Полученият гипс се утаява на дъното на абсорбера, откъдето се извлича за следваща употреба.